# Gerald Valerian Wellesley (1809–1882)
Gerald Valerian Wellesley, född 1809 i London, död den 17 september 1882 i Hazelwood nära Watford, var en anglikansk kyrkoman som blev domprost av Windsor. Han var Gladstones rådgivare i kyrkliga frågor och hörde till den bredkyrkliga grupperingen. Han var Lord High Almoner från 1870.
Wellesley var tredje son till Henry Wellesley, 1:e baron Cowley (1773–1847) och hans första fru, lady Charlotte Cadogan (omkring 1781–1853), dotter till Charles Cadogan, 1:e earl Cadogan (paret gick skilda vägar 1810).  Hans far var yngre bror till hertigen av Wellington. Den 16 september 1856 gifte Wellesley sig med Magdalen (Lily) Montagu (1831–1919), dotter till Henry Montagu, 6:e baron Rokeby. Deras enda barn var en son, som dog vid arton års ålder 1883.